# Saison 3 de Babylon Berlin
Chronologie
Saison 2 Saison 4
Cet article présente la troisième saison du feuilleton télévisé Babylon Berlin. Cette saison a été diffusée en Allemagne le 24 janvier 2020 sur la chaîne payante Sky 1 Deutschland et sur Canal + en France à partir du 6 juillet 2020.

## Synopsis de la saison
L'action se déroule à Berlin en 1929.
L'inspecteur-détective Rath et ses collègues sont confrontés à une série de meurtres lors du tournage d'un film dans les studios de cinéma de Babelsberg. La première actrice principale, Betty Winter, est tuée par la chute d'un projecteur pendant le tournage, et deux de ses remplacantes sont ensuite assassinées en studio. "L'Arménien" a investi deux millions de marks dans ce film et est très intéressé à poursuivre le tournage. La femme de l'Arménien intervient en tant que sauveuse de scénario et actrice.
En fin de compte, il s'avère qu'Ullrich, le chef du service d'identification de la police, a manipulé l'enquête par vanité blessée et a même commandité les deux meurtres ultérieurs. Lorsque Charlotte s'en prend à lui, Ullrich tente de tuer Rath et Ritter et prend en otage le détective Gennat, mais est maîtrisé.
Greta Overbeck est forcée par le colonel Wendt de retirer sa déclaration au tribunal selon laquelle elle a été trompée par ses supposés amis. Elle est condamnée à mort et exécutée comme assassin de Benda avant que Charlotte Ritter et l'avocat Litten ne puissent transmettre le report de l'exécution qui a déjà été obtenu.
Le colonel Wendt, en tant que cerveau derrière l'assassinat, s'est ainsi débarrassé de tous ceux qui étaient au courant. Rath est initialement incapable de prouver quoi que ce soit, mais avec l'aide d'une radio, il parvient à transmettre une confession orale de Wendt à ses collègues, qui l'ont gravée sur un disque. La fin de la saison marque le début du krach boursier de 1929.

## Distribution de la saison
- Volker Bruch : commissaire Gereon Rath
- Liv Lisa Fries : Charlotte Ritter
- Leonie Benesch : Greta Overbeck
- Ernst Stötzner : le général major Kurt Seegers
- Denis Burgazliev (de) : colonel Trochin, diplomate soviétique
- Hannah Herzsprung : Helga Rath
- Lars Eidinger : Alfred Nyssen
- Mišel Matičević (de) : Edgar « L'Arménien »
- Fritzi Haberlandt : Elisabeth Behnke
- Jördis Triebel : Docteur Völcker
- Benno Fürmann : Ambassadeur et colonel Günther Wendt.
- Frank Künstler : « Saint Joseph »
- Jens Harzer : Le Docteur Schmidt
- Karl Markovics : Samuel Katelbach
- Christian Friedel : Reinhold Gräf
- Saskia Rosendahl : Malu Seegers
- Sabin Tambrea : Tristan Rot
- Trystan Pütter : Hans Litten
- Thimo Meitner : Kaspar Weishaupt
- Caro Cult : Vera Lohmann
- Libby Brien : Esther Kasabian

## Épisodes

### Épisode 1
Septembre 1929
Charlotte essaie de rendre visite à Greta en prison mais elle ne veut pas la voir. Sur le tournage d'un nouveau film sonore, une silhouette encapuchonnée dévisse un projecteur, qui tombe et tue la star du film, Betty Winter. Le producteur du film, Bellman, informe l'Arménien de l'incident.
Charlotte réussit son examen de reconstitution de scène de crime, mais trébuche sur un détail technique et est recalée par Ullrich, malgré des candidats masculins les moins performants. Au studio de cinéma, Bellman essaie d'amener Rath à déclarer la mort accidentelle. Weintraub qui sort de prison est accueilli affectueusement chez son associé, Edgar (l'Arménien). Nyssen dit à Wegener qu'il est bipolaire et prédit un krach boursier à venir, qu'il attribue à la manipulation financière juive. Il ordonne à Wegener d'obtenir illégalement les listes de clients des grandes banques. Helga va faire un test de grossesse. Rath passe en revue les images de la mort de Winter et remarque qu'une actrice, Tilly Brooks, agissait étrangement.

### Épisode 2
Rath et Helga se disputent. Weintraub et la femme d'Edgar, Esther, s'embrassent. Pendant le jugement de Greta, la veuve de Benda donne un témoignage accablant contre elle. Rath découvre que Wendt a ordonné que le dossier de Greta soit scellé. La police découvre que l'électricien responsable du projecteur qui a tué Winter s'était fait passer pour un ancien collègue, Felix Krempin. Le décès est dès lors considéré comme un meurtre, et l'assurance ne couvrira pas les pertes. La sœur de Charlotte lui apprend que leur mère a laissé quelque chose pour elle chez un ancien voisin. Tilly Brooks dit à Rath qu'elle a vu un homme ressemblant à un fantôme dans une cape lorsque les projecteurs sont tombés et avoue à Charlotte qu'elle a entendu Winter se disputer avec son mari, la co-star Tristan Rot, à propos d'aller en Amérique. Rath confronte Wendt à propos de Greta, mais on lui dit de se concentrer plutôt sur Hans Litten, un avocat du Parti communiste. Helga reçoit la clé d'une suite dans un hôtel de luxe sous son nom de jeune fille. Son fils est recruté par les Jeunesses hitlériennes. Rath partage ses soupçons avec Charlotte selon lesquels Wendt couvre les nazis et ils décident d'essayer d'aider Greta. Un organisateur du parti nazi, Stennes, rencontre Wendt dans son domaine et lui dit qu'il doit gérer la menace que Greta témoigne contre les nazis ou il n'y aura plus d'aide. Weintraub et Edgar font pression sur Bellman pour terminer le film. Rath attrape Krempin, qui admet avoir saboté le projecteur mais nie avoir tué Winter, avant d'être abattu par un personnage masqué.

### Épisode 3
Helga emménage avec son fils Moritz à l'hôtel. Sebald localise l'enfant de Greta dans un orphelinat et en prend la garde au nom de Wendt. Gennat donne une conférence de presse sur les statistiques de la criminalité mais la presse ne s'intéresse qu'à l'affaire Winter. Wegener, se faisant passer pour un vérificateur des valeurs mobilières, recueille des informations sur les investissements auprès de diverses personnes de la classe moyenne, dont Böhm. Ils ont tous acheté des actions avec de l'argent prêté et Nyssen confirme son pressentiment qu'un effondrement est inévitable. D'un air menaçant, Wendt montre à Greta son bébé à travers une fenêtre de prison. Ullrich essaie de parler à Gennat d'une concordance balistique sur le pistolet Krempin mais est stoppé et décide de garder l'information secrète par dépit.Weintraub devient rude avec l'expert en assurance qui a rejeté la réclamation d'Edgar. Weintraub et Edgar se disputent la gestion de leur empire commercial. Rath interroge Tristan Rot, qui admet un lien occulte avec Krempin. On découvre que la cape est le costume de Rot pour le film. Une couturière admet que Krempin lui en a volé une copie mais confirme son alibi pour le meurtre de Winter. Tilly Brooks joue le rôle de Winter. Edgar veut coopérer avec Rath pour trouver le tueur et l'informe que la guérison de son Trouble de Stress Post Traumatique par le Dr Schmidt a un prix. Vera, qui avait également voulu le rôle principal, enferme Tilly dans la loge. Les producteurs, irrités par le fait que Tilly ne se présente pas sur le plateau, la remplacent par Vera. Tilly est tué par la silhouette masquée, que Charlotte voit alors s'échapper de la fenêtre vers la cour.

### Épisode 4
Greta rétracte son témoignage, déclarant maintenant que ce sont les communistes plutôt que les nazis qui l'ont incitée à poser la bombe. Charlotte fait part à ses supérieurs de ses idées concernant l'affaire Fantôme. En prison, Greta est attaquée par le Dr Völcker, qui tente de découvrir pourquoi elle a changé son histoire et a blâmé les communistes. Czerwinski et Henning apprennent des fournisseurs de boissons du studio que Rot avait la clé de la cour du studio juste avant le meurtre. Parmi les affaires de Krempin, Rath trouve une boîte d'objets occultes et une invitation secrète à une cérémonie chez Rot. Ilse découvre qu'elle a besoin d'une chirurgie oculaire coûteuse. Charlotte reçoit un paquet de lettres de sa mère par son ancien voisin et trouve une carte postale de "E", qui pourrait être son vrai père. En rentrant chez elle, elle voit Helga entrer dans l'hôtel. Helga rencontre Nyssen, qui lui propose de la laisser utiliser la suite, qui appartient à sa famille, aussi longtemps qu'elle le souhaite. Rath demande à Henning de trouver Helga. À la demande de Rath, Gräf entre dans les archives pour photographier les documents d'interrogatoire de Greta. Plus tard, Gräf et Rath regardent les photos et remarquent le nom de Katelbach sur une liste secrète compilée par la police politique. Autour d'un verre, Gräf raconte à Rath comment Gennat l'a sorti de la rue et lui a trouvé un emploi de photographe de police. Charlotte va danser avec Vera, qui est sa vieille amie de Moka Efti. Elle encourage Charlotte à aller chercher "E".

### Épisode 5
Rath, Böhm et Charlotte assistent à la réunion secrète chez Tristan Rot. Masqués et déguisés, ils regardent le Dr Schmidt convoquer l'esprit de Betty Winter lors d'une séance, avant que Böhm n'interrompe la cérémonie d'un coup de feu. Rath rencontre Katelbach et admet qu'il suivait des ordres lorsqu'il a témoigné dans l'affaire Zörgiebel. Rath l'avertit que son nom est sur la liste secrète avec celui de Litten. Katelbach lui parle d'un manuscrit prouvant le travail illégal de la Lufthansa avec la Reichswehr et l'avertit de ne faire confiance à personne.
Edgar et Weintraub rencontrent des gangs rivaux et les accusent de sabotage, ce qu'ils nient. L'homme mystérieux du fournisseur de boissons est là. Helga et Nyssen prennent un café et il dit qu'il pense qu'ils étaient destinés à se rencontrer.
Böhm donne à Charlotte une mission subalterne mais Rath lui dit d'enquêter à la place sur la liste secrète. Au tribunal, Greta est condamnée à mort et refuse de faire appel. Rath voit Wendt chuchoter à la veuve de Benda. Charlotte est bouleversée par le verdict. Elle dit à Rath qu'elle a vu Helga entrer dans l'hôtel. Rath n'y trouve que Moritz. Le Dr Völcker s'arrange pour être désigné comme nouveau compagnon de cellule de Greta.

### Épisode 6
Les hommes de main de Wendt font une descente dans les bureaux de Tempo et battent Heymann. Katelbach s'enfuit avec les documents. La fille du général Seegers, Marie-Luise (MaLu), qui est étudiante en droit et bénévole dans le bureau de Litten, accepte à contrecœur d'assister à la fête de Madame Nyssen avec lui et sa sœur. Helga refuse de laisser Moritz assister à une sortie de la jeunesse nazie.
Deux noms ressortent de la liste secrète et Rath découvre qu'il s'agit des vrais noms d'Otto et Fritz, membres du NSDAP. Litten accepte de prendre le cas de Greta pro bono et Charlotte propose d'aider au bureau en retour. Kessler et Pechtmann fouillent l'appartement d'Elisabeth. Elle cache Katelbach et livre les documents à Heymann. Helga apprend qu'elle est enceinte. Prétendant être un nazi, Rath fait irruption dans les chambres de Kessler et trouve Erna qui lui dit que Kessler est dans un camp de la jeunesse hitlérienne.
Lors de la soirée Nyssen, MaLu discute de politique avec Wendt. Wendt propose de permettre aux nazis de créer des troubles civils pour faire avancer les plans des conservateurs; le général n'est pas d'accord. Stresemann entre soudainement et affirme que les monarchistes et les militaires devraient travailler ensemble. Moritz demande à emménager avec Rath et lui remet une lettre d'Helga lui demandant de la laisser partir. Weintraub refuse à Esther le rôle principal dans le film. Charlotte confronte Vera à propos de sa relation avec Weintraub et elle admet qu'il lui a dit de mentir en disant qu'ils étaient ensemble lorsque Winter a été assassinée.

### Épisode 7
Nyssen avoue au Dr Schmidt que la vengeance est la raison de son obsession pour les financiers juifs. Incapable de trouver Rath, Charlotte demande à Czerwinski et Henning de surveiller Weintraub sans le dire à Böhm. Litten fait appel du jugement pour Greta et le juge appelle Wendt. Rath traque Pechtmann et amène Greta pour une séance d'identification. Greta nie l'avoir reconnu, mais Rath ne la croit pas à cause de son émotion. Ullrich passe en revue les possessions de Tilly et dans un médaillon trouve un cheveu qui appartient à Weintraub. Toni veut acheter des perruches à Krajewski, qui est maintenant devenu vendeur de rue, mais elle n'a pas d'argent. Nyssen décrit au groupe du général comment la manipulation de petits investisseurs est sur le point de provoquer l'effondrement de l'économie et suggère qu'en vendant à découvert des quantités massives d'actions, ils pourraient gagner des milliards, créant ainsi une opportunité de changer radicalement la société. Wendt est intrigué, mais les autres se moquent. Plus tard, une partie de poker révèle la méfiance mutuelle qui couve au sein du groupe. Czerwinski et Henning observent Weintraub arriver à Babelsberg et ordonnant à ses hommes de protéger Vera. Rath et Charlotte arrivent également au studio. Le Fantôme tue le garde de Vera et la blesse. Rath intervient mais est également blessé et le Fantôme s'échappe. Une Vera désorientée apparaît sur une passerelle au-dessus de la scène et vera se précipite pour s'occuper d'elle. Le Fantôme apparaît et éjecte Charlotte du podium. Elle survit à peine en saisissant une chaîne. Le Fantôme porte Vera sur le toit et plonge. Vera est tuée dans la chute. Le masque du Fantôme se détache, révélant Weintraub.

### Épisode 8
Pechtmann rencontre Wendt pour le faire chanter, mais se fait tuer. Un Weintraub gravement blessé est à l'hôpital; Rath y est également soigné. Gennat annonce publiquement que le meurtrier a été arrêté, bien que son identité ne soit pas révélée. Esther essaie de convaincre Edgar que Weintraub ne peut pas être le meurtrier et avoue leur liaison. Charlotte rend visite à Rath à l'hôpital, où Helga les surprend. Helga lui parle de la grossesse et Rath la confronte à propos de Nyssen. En colère, elle affirme que c'est son enfant. Moritz part avec la jeunesse hitlérienne et jure allégeance à Hitler. Le directeur de la prison informe Litten que l'exécution de Greta est prévue, même si l'appel n'a pas été traité. Greta confie au Dr Völcker qu'elle a menti à cause des menaces contre son enfant.
L'article de Katelbach sur l'accord d'armement illégal entre la Reichswehr et la Lufthansa est publié, ce qui l'amène à être poursuivi pour trahison. MaLu rencontre Wendt dans un restaurant. Charlotte ne peut pas payer les honoraires du médecin pour l'opération d'Ilse, mais son infirmière lui donne le nom d'un médecin moins cher. Toni croise Peter dans la rue et se voit proposer un travail de lecture à haute voix pour un riche "oncle". Wendt appelle Nyssen et dit qu'il persuadera le groupe du général si Nyssen demande à sa mère 100 millions pour investir dans le programme d'achat à découvert. Lors d'une coupure de courant, Edgar rend visite à Rath à l'hôpital et demande confirmation que Weintraub est coupable. Rath découvre plus tard que Weintraub a été enlevé de son lit d'hôpital. Le Dr Schmidt réanime Weintraub avec des électrochocs. Il dit à Edgar que le vrai Fantôme l'a poussé avec Vera du toit et admet aimer Esther. Helga décide de se faire avorter illégalement. Charlotte se produit dans un show sexuel pour gagner de l'argent pour l'opération d'Ilse.

### Épisode 9
Esther arrive au studio pour terminer le film, tout en aidant Weintraub à s'y cacher le temps de se soigner. La police interroge Edgar lors d'une recherche de Weintraub dans toute la ville. Charlotte emmène Ilse rencontrer l'ophtalmologiste pour une opération. Wendt interroge Rath sur Katelbach et obtient un mandat pour fouiller la maison d'Elisabeth, mais revient les mains vide. Nyssen falsifie un document pour obtenir une procuration de sa mère et conclut un contrat à terme court de trois mois avec la banque. Toni commence son travail de lectrice chez l'homme riche. Rath parle à Helga de Moritz, qui veut rester avec son oncle, et se bat avec Nyssen. Lors de la fête d'anniversaire de Gräf, Charlotte et Rath admettent leur attirance l'un pour l'autre. Ali est confronté à l'homme de main de Wendt, qui lui donne une arme et le paie pour tuer Horst.

### Épisode 10
Le département des homicides fait venir le Dr Schmidt pour effectuer une lecture psychique pour trouver Weintraub. Lors d'une inspection de suivi sur le toit des studios de cinéma, Rath trouve un couteau ensanglanté. Edgar est libéré de prison et fait la paix avec Esther, et accepte qu'elle termine le film. Rath recherche Pechtmann qui avait disparu et découvre sa femme et son enfant. Charlotte convainc Greta d'accepter la représentation de Litten pour le procès en appel. La mère de Nyssen est furieuse quand il lui parle de la perte actuelle de 11 millions de Reichsmarks sur la position à terme de 106 millions de Reichsmarks. Après avoir fait la lecture à son patron, Toni est invitée à prendre un bain pendant qu'il regarde à travers la porte ouverte. Ali tire sur Horst lors d'une réunion de la jeunesse hitlérienne à laquelle Moritz a assisté et que Rath a surveillée. Charlotte interroge Cziczewicz sur Toni et apprend l'avortement illégal d'Helga. Charlotte confronte Toni à propos de ses nouveaux oiseaux et de la source de ses revenus. Ullrich place l'empreinte digitale de Weintraub sur le couteau nouvellement découvert.

### Épisode 11
Dans un flashback de deux semaines plus tôt, Ullrich approche Gosztony avec des preuves qui le lient au meurtre du Krempin. Il fait chanter Gosztony et son frère pour qu'ils continuent à tuer les personnes associées au film à la manière du meurtre de Betty Winter qu'il sait qu'ils ont commis. Il leur dit de continuer à utiliser le costume, que Le Fantôme attirera l'attention de la presse, ce qu'il veut. 
De retour dans le présent, Ullrich montre à Rath que les empreintes digitales de Weintraub sont sur le couteau qui a été découvert, mais Charlotte souligne que l'attaquant portait des gants. Wendt reçoit le journal de Benda par sa veuve, qui prouve que Zörgiebel a ordonné à la police de commencer à tirer pendant les émeutes de Blutmai. Nyssen tente de se suicider mais est sauvé par Helga. Wendt utilise le journal pour forcer Zörgiebel à démissionner. L'opération d'Ilse l'a rendue presque aveugle et Charlotte est accusée par le reste de la famille. Malu donne des preuves photographiques des crimes commis par la Reichswehr à Elisabeth, qui les transmet à Rath. Charlotte inspecte les empreintes digitales de Weintraub et signale la falsification présumée à Ullrich, qui l'assomme. Ullrich tue son assistant lorsqu'il voit Charlotte inconsciente, puis lui fait une injection d'insuline potentiellement mortelle. Rath tombe sur Ullrich cachant les corps et est également poignardé avec de l'insuline. Ullrich craque, prend Gennat en otage et donne une conférence dans l'auditorium à un corps de presse imaginaire. Ullrich révèle que les frères Gosztony voulaient mettre en faillite la production cinématographique pour se venger d'Edgar, et qu'Ullrich a conspiré pour falsifier les preuves policières et piéger Weintraub. Le motif d'Ullrich était la colère car son travail scientifique est essentiel et n'attire jamais l'attention de la presse, contrairement à la police criminelle qui procède aux arrestations. Rath se sauve en trouvant des cubes de sucre et en les mangeant, puis retrouve Charlotte vivante. Gräf organise des renforts et lui et Rath sauvent Gennat, tandis que Charlotte est soignée par des médecins.

### Épisode 12
Stresemann a une crise cardiaque mortelle en parlant avec Wendt. Rath va arrêter les frères Gosztony mais Bela s'échappe. Edgar et Weintraub tuent Sandor alors qu'il est en garde à vue. Weintraub se prépare à quitter la maison Kasabian, sur ordre d'Edgar, mais Esther convainc les deux hommes de surmonter leurs différences afin qu'ils puissent tous continuer à vivre ensemble. Litten obtient un sursis à exécution pour Greta le jour des funérailles de Stresemann, après avoir trouvé un décret impérial de l'empereur Guillaume II interdisant les exécutions les jours fériés. Charlotte court à travers la ville avec le document, mais est arrêtée par la police fidèle à Wendt et empêchée d'arrêter l'exécution. Rath fait admettre à Wendt qu'il a orchestré le meurtre de Benda, accéléré l'exécution de Greta et organisé la mort de Pechtman et Horst, tandis que Gräf enregistre secrètement la conversation. Charlotte visite l'auberge vue dans les cartes postales à sa mère, où le livre d'or montre un "Erwin Trollmann" et sa femme y séjournaient à la date indiquée dans la lettre. Zörgiebel démissionne et Albert Grzesinski devient chef de la police, à la grande frustration de Wendt. Toni se rebelle contre le contrôle de Charlotte et s'enfuit pour vivre dans la rue. Comme l'avait prédit Nyssen, Wall Street s'effondre et plonge la Bourse de Berlin dans le chaos. À la bourse, Böhm, qui avait beaucoup emprunté en bourse, est dissuadé de se suicider par Rath. À son grand choc, Rath rencontre Helga et Nyssen et la première scène du début de la saison se répète.